# Luc-Christophe Guillerm
Pour les articles homonymes, voir Guillerm.
Luc-Christophe Guillerm, né le 27 octobre 1962, est un médecin, photographe et écrivain français.

## Biographie
Médecin-psychiatre installé à Brest, il publie divers ouvrages de photographies de marine.

## Œuvres
- Problèmes psychiatriques et psychologiques à bord du porte-hélicoptères Jeanne d'Arc lors de la compagne 1990-1991, 1992
- Humeurs océanes: journal de bord d'un psychiatre embarqué sur la Jeanne d'Arc, Plomée, 1999
- Naufragés à la dérive: le défi psychologique de la survie en radeau, L'Harmattan, 2004
- La Jeanne de ma jeunesse, Le Télégramme, 2004
- Jules Verne et la psyché, L'Harmattan, 2005
- Midships, Les Presses du Midi, 2006
- Le Mal de Vivre : Histoires de renaissances, avec Brigitte Marc, Odile Jacob, 2007
- Le Duguay-Trouin: de la Belle époque à la Grande guerre, Les Presses du Midi, 2007
- Équipages: Vie à bord et traditions des marins de la Royale, ETAI, 2008
- Vues sur mer : de la mer d'Iroise au Pacifique, ETAI, 2009
- La Jeanne : une aventure de 50 ans, Le Télégramme, 2010
- La Jeanne d'Arc : le dernier voyage, ETAI, 2011
- Mistral, Tonnerre, Dixmude : les BPC de la Marine, SPE Barthélémy, 2014